# 192001 Raynatedford
192001 Raynatedford este o planetă minoră (asteroid) din centura de asteroizi. A fost descoperită pe 2 decembrie 2005 la Observatorul Național Kitt Peak de Marc Buie⁠(d). 
Obiectul prezintă o orbită caracterizată de o semiaxă mare de 2,7609443738729 UAi, o excentricitate de 0,023657098844745, o înclinație de 4,7613914525647 ° în raport cu ecliptica.